# إنا ديرغلاسوفا
إنّا فاسيليفنا ديريغلازوفا (الروسية: Инна Васильевна Дериглазова) مواليد 10 آذار (مارس) 1990، لاعبة روسية في مبارزة سيف الشيش، بطلة العالم عام 2011 وبطلة أوروبا، وحائزة على الميدالية الفضية ضمن الفريق الأولمبي 201 والميدالية الذهبية عام 2016.
بدأت إنّا المبارزة بعمر 8 سنوات في مدينتها كورتشاتوف. عندما اتضحت إمكانياتها، خضعت لتدريبات مكثفة بإشراف إلدار مافلوتوف. على الرغم من ضآلة حجمها كطفلة، تعودت اللعب مع رياضيين أكبر منها سناً.
فازت إنّا بميدالية برونزية في بطولة العالم للكاديت 2006 التي أقيمت في مدينة تايبيك، وفي العام التالي حصلت على الميدالية الذهبية في منافسات الفردي والفرق في بطولة العالم للكاديت التي أقيمت في نوفي ساد. في نفس العام، حصلت على ميدالية فضية في بطولة العالم للناشئين التي أقيمت في براغ. وأصبحت بطلة العالم في بطولة العالم التي أقيمت في أمستردام 2008.

## الإنجازات
بعد حصولها على اللقب العالمي، تزوجت إنّا وأنجبت ابنتها ديانا. توقفت عن التدريب قبل أسبوع واحد من الولادة، ثم عادت بعد أسبوعين. بعد شهرين حصلت على الميدالية الفضية في بطولة روسيا الوطنية. عام 2010، حصلت على الميدالية الذهبية في مسابقات الفردي والفرق في بطولة العالم للناشئين والتي أقيمت في باكو. في العام نفسه، انضمت إلى المنتخب الوطني الأول وحازت الميدالية البرونزية في مسابقات الفردي والفرق في بطولة أوروبا للمبارزة 2010 في ليبزغ.

كان أول تتويج لإنّا في بطولة كأس العالم عام 2011، حيث حصلت على الميدالية الفضية. أما في بطولة العالم للسيدات للمبارزة 2011 وفي منافسات الفرق، فقد هزمت روسيا فرنسا في الدور ربع النهائي، وكوريا في الدور نصف النهائي، قابلت روسيا فريق الأحلام الإيطالي في النهائي وخسرت بفارق ضربة واحدة وحصل الفريق على الفضية. في بطولة أوروبا للمبارزة 2012، تغلّبت إنّا على البطلة إرينا إريغو في الدور نصف النهائي وتغلّبت على زميلتها كاميليا غافورزيانوفا لتحصل على أول لقب فردي عالمي لها. 

أما مشاركتها في الألعاب الأولمبية الصيفية 2012، فقد خسرت 8-15 في الجولة الثانية من مسابقة المبارزة فردي سيدات من قبل اللاعبة الفرنسية إيساورا ثيبوس. في منافسة الفرق، كان لروسيا أفضلية على اليابان وكوريا الجنوبية، ونافس الفريق الإيطالي في النهائي. افتتحت إنّا المنافسة بمقابلة البطلة الإيطالية فالينتينا فيزالي وفازت عليها 2-5. لكن الفريق الروسي خسر أمام إيطاليا 31-45.
أصيبت إنّا بالإحباط بسبب أداء فريقها في التجربة الأولمبية، فعقدت العزم على التدرّب بكثافة وجدّية بإشراف مدربها الجديد ستيفانو كيروني وهو مدرب الفرق الإيطالية السابق. 

في كأس العالم للمبارزة 2012-2013 في بودابست فازت إنا بأول لقب في كأس العالم، تلتها 3 إنتصارات في سانت بطرسبورغ وتابيربيشوفشيم وسيؤول. كان طموحها لبطولة العالم للمبارزة 2013 في زغرب الحسم من الدول الأول في منافسة الأفراد. في مسابقة الفرق، خسرت روسيا من قبل فرنسا في الدور قبل النهائي، ثم خسرت من الفريق الهنغاري في مباراة المركز الثالث، فخرجت بدون ميداليات.
حصلت إنّا على ميدالية ذهبية في الألعاب الجامعية الصيفية 2013 بعد أن تغلّبت على زميلتها لاريسا كوروبينيكوفا في النهائي
في بطولة العالم للمبارزة 2013 والتي أقيمت في بودابست، وصلت إنّا للدور نصف النهائي حيث خسرت على يد إدريانا إيريغو 15-11 وحصلت على الميدالية البرونزية. في بطولة العالم للمبارزة للسيدات 2013 شاركت مع الفريق، خسرت روسيا في الدور نصف النهائي على يد فرنسا، ولكنها تغلّبت على كوريا الجنوبية فحصلت على الميدالية البرونزية.

في بطولة كأس العالم 2013-2014، فازت إنّا بكأس العام في تورين، لكن حلّت ثانية في شنغهاي. في بطولة أوروبا للمبارزة 2014 في ستراسبورغ، خسرت على يد زميلتها الروسية جوليا بيروكوفا. في منافسات الفرق، وصل الفريق الروسي للمباراة النهائية ونافس الفريق الإيطالي، كان الروس متقدمون قليلاً، حيث تغلّبت إنّا على البطلة الأولمبية إليسا دي فرانسيسكا 44-38، ثم حصلت اللاعبات الإيطاليات على سبع ضربات متتالية وفزن بفارق ضربة واحدة في الثواني الأخيرة في بطولة العالم 2014 والتي أقيمت في كازان في روسيا، كانت النتائج مخيبة للآمال، حيث خسرت إنّا أمام اللاعبة الأوكرانية «أولا ليليكو» في الجولة الثانية من منافسات السيدات فردي. التقى الفريق الروسي مع الفريق الإيطالي مجدداً في النهائي وخسر مرة أخرى 39-45. فازت إنا ببطولة الفردي في بطولة 2015.

أما مشاركاتها الأولمبية، فقد حصلت مع الفريق الروسي على الميدالية الفضية في الألعاب الأولمبية الصيفية 2012 في لندن، وعلى ذهبية الفردي في الألعاب الأولمبية الصيفية 2016 في ريو دي جانيرو، حيث تغلّبت في المباراة النهائية على الإيطالية إليسا دي فرانسيسكا.

## وصلات خارجية
- إنا ديرغلاسوفا على موقع الاتحاد الدولي للمبارزة (الإنجليزية)
- إنا ديرغلاسوفا على موقع الاتحاد الأوروبي للمبارزة (الإنجليزية)
- إنا ديرغلاسوفا على موقع الاتحاد الروسي للمبارزة (الروسية)
- إنا ديرغلاسوفا على موقع اللجنة الأولمبية الدولية (الإنجليزية)
- إنا ديرغلاسوفا على موقع أوليمبيديا (الإنجليزية)
- ملف إنّا ديرغلاسوفا الاتحاد الروسي للمبارزة
- ملف إنّا الاتحاد الأوروبي للمبارزة